# 졸린현
졸린현(베트남어: Huyện Gio Linh / 縣由靈)은 베트남 북중부 지방 꽝찌성의 현이다.

## 행정 구역
졸린현은 2시진, 15사를 관할하고 있다.

### 시진
- 졸린 시진 (Thị trấn Gio Linh, 由靈市鎭)
- 끄어비엣 시진 (Thị trấn Cửa Việt, 𨷶越市鎭)

### 사
- 조안 사 (Xã Gio An, 由安社)
- 조쩌우 사 (Xã Gio Châu, 由洲社)
- 조하이 사 (Xã Gio Hải, 由海社)
- 조마이 사 (Xã Gio Mai, 由枚社)
- 조미 사 (Xã Gio Mỹ, 由美社)
- 조꽝 사 (Xã Gio Quang, 由光社)
- 조선 사 (Xã Gio Sơn, 由山社)
- 조비엣 사 (Xã Gio Việt, 由越社)
- 하이타이 사 (Xã Hải Thái, 海泰社)
- 링하이 사 (Xã Linh Hải, 靈海社)
- 링뜨엉 사 (Xã Linh Trường, 靈長社)
- 퐁빈 사 (Xã Phong Bình, 豊平社)
- 쭝장 사 (Xã Trung Giang, 中江社)
- 쭝하이 사 (Xã Trung Hải, 中海社)
- 쭝선 사 (Xã Trung Sơn, 中山社)